# Ірена Вейсайте
Іре́на Вейса́йте (лит. Irena Veisaitė; 9 січня 1928, Каунас — 11 грудня 2020, Вільнюс) — литовська літературознавиця, театрознавиця і театральна критикиня, громадська діячка; авторка робіт з літератури Західної Європи та історії театру.

## Біографія
Народилася у Каунасі. В 1934—1941 роках навчалася у Каунаській гімназії імені Шолом-Алейхема. Під час Другої світової війни втратила батьків у Каунаському гетто. В 1947 році закінчила Вільнюську середню школу імені Саломеї Неріс. У 1953 році закінчила Московський державний університет, де вивчала німецьку мову та літературу. В 1963 році в Ленінградському державному університеті захистила дисертацію на здобуття ступеня кандидата філологічних наук.
У 1953—1997 роках викладала у Вільнюському педагогічному інституті (з 1992 — Вільнюський педагогічний університет) курси західноєвропейської літератури, німецької літератури, історії театру XX століття. З 1965 року — доцент; у 1999 році удостоєна звання почесного професора Вільнюського педагогічного університету.
З 1963—1964 років відома як театральна критикиня.

## Наукова діяльність
Опублікувала понад 200 статей у Литві та інших країнах. Упорядниця кількох книг, співавторка шкільних підручників.

## Громадська діяльність
У 1990 році разом з професором Чесловасом Кудабою стала співзасновницею Фонду відкритої Литви (Atviros Lietuvos Fondas). До 1993 року була віце-головою правління Фонду відкритої Литви, у 1993—2000 роках — голова правління. Член правління Інституту відкритого суспільства (Будапешт) та інших міжнародних неурядових організацій, член кураторіуму Культурного центру Томаса Манна в Ніді, член Литовського національного комітету ЮНЕСКО, Художньої ради Міністерства культури Литви.

## Нагороди і звання
- 1995 — Орден Великого князя Литовського Гедиміна четвертого степеня
- 2006 — Медаль Барбари Радзивілл за заслуги в галузі культури та просвіти
- 2008 — Почесний знак Міністерства науки й освіти Литви
- 2012 — Медаль Гете за діяльність з литовсько-німецького культурного обміну та громадянську хоробрість